# Wereldkampioenschap voetbal 2002 (Groep A) Frankrijk - Uruguay
Deze pagina is een subpagina van het artikel Wereldkampioenschap voetbal 2002. Hierin wordt de wedstrijd in de groepsfase in groep A tussen Frankrijk en Uruguay gespeeld op 6 juni 2002 nader uitgelicht. De wedstrijd eindigde op een gelijkspel, het werd 0-0.

## Voorafgaand aan de wedstrijd
- Frankrijk en Uruguay speelden 4 keer eerder tegen elkaar. Frankrijk won 1 duel, Uruguay won 2 duels en het werd 3 keer een gelijkspel.
- In de voorgaande onderlinge duels scoorde Frankrijk 4 keer en Uruguay scoorde 7 keer.
- Op de FIFA-wereldranglijst van mei 2002 stond Frankrijk op de 1e plaats. Uruguay stond op de 24e plaats.[1]

## Wedstrijdgegevens
| Datum                | 6 juni 2002                       | 6 juni 2002                       |
| Stadion              | Busan Asiad Main Stadion, Busan   | Busan Asiad Main Stadion, Busan   |
| Toeschouwers         | 38.289                            | 38.289                            |
| Scheidsrechter       | Felipe Ramos                      | Felipe Ramos                      |
| Assistenten          | Vladimir Fernández Curtis Charles | Vladimir Fernández Curtis Charles |
| Vierde man           | Urs Meier                         | Urs Meier                         |
| Man van de wedstrijd | Fabien Barthez                    | Fabien Barthez                    |
|                      | Frankrijk                         | Uruguay                           |
| Doelpunten           | 0                                 | 0                                 |
| Gele kaarten         | 1                                 | 4                                 |
| Rode kaarten         | 1                                 | 0                                 |
| Wissels              | 3                                 | 3                                 |
| Schoten op doel      | 9                                 | 8                                 |
| Schoten naast doel   | 0                                 | 0                                 |
| Overtredingen        | 17                                | 25                                |
| Hoekschoppen         | 8                                 | 4                                 |
| Buitenspel           | 4                                 | 1                                 |
| Strafschoppen        | 0                                 | 0                                 |
| Balbezit (tijd)      | 0                                 | 0                                 |
| Balbezit (%)         | 55%                               | 45%                               |

| Frankrijk | 0 – 0                | Uruguay |
| | doelpunten (assists) | |
| Roger Lemerre | bondscoach           | Víctor Púa |
| Fabien Barthez Bixente Lizarazu Patrick Vieira Marcel Desailly Sylvain Wiltord 93' Thierry Henry Lilian Thuram Emmanuel Petit Frank Lebœuf 16' David Trezeguet 81' Johan Micoud | opstellingen         | Fabian Carini Alejandro Lembo Paolo Montero Pablo Garcia 72' Dario Rodriguez Gustavo Varela 60' Dario Silva Sebastián Abreu Gonzalo Sorondo 71' Marcelo Romero Alvaro Recoba |
| Vincent Candela 16' Djibril Cissé 81' Christophe Dugarry 93' | wissels              | 60' Federico Magallanes 71' Gonzalo De Los Santos 72' Gianni Guigou |
| Emmanuel Petit 45+2' | gele kaarten         | 11' Pablo Garcia 45+2' Sebastián Abreu 45+3' Marcelo Romero 47' Dario Silva                                                                                                  |
| Thierry Henry 25' | rode kaarten         | |